# 南岗区石棺墓
南岗区石棺墓，位于中国广东省清远市连南县南岗镇老排，为清远市连南县的一个县级文物保护单位，类型为古墓葬，公布时间为1986年5月。
南岗区石棺墓的历史年代为明代。